# Petr Horák
Petr Horák (* 7. September 1991 in Kladno) ist ein ehemaliger tschechischer Snowboarder. Er startete in den Freestyledisziplinen.

## Werdegang
Horák, der für den Dukla Liberec startete, nahm von 2009 bis 2019 an Wettbewerben der World Snowboard Tour und der FIS teil. Dabei belegte er bei den Snowboard-Weltmeisterschaften 2011 in La Molina den 49. Platz in der Halfpipe, den 36. Rang im Slopestyle sowie den 31. Platz im Big Air und bei den Juniorenweltmeisterschaften 2011 in Chiesa in Valmalenco den 34. Platz in der Halfpipe sowie den 13. Rang im Slopestyle. Nachdem er zu Beginn der Saison 2010/11 in London erstmals am Snowboard-Weltcup teilnahm, wobei er den 32. Platz im Big Air errang, holte er vier Siege im Europacup und gewann damit die Slopestyle-Wertung. Zudem erreichte er mit Platz sieben im Big Air im Stoneham seine erste Top-Zehn-Platzierung im Weltcup und bei den Snowboard-Weltmeisterschaften 2012 in Oslo den 56. Platz im Slopestyle. Im folgenden Jahr kam er bei den Weltmeisterschaften im Stoneham auf den 34. Platz im Slopestyle und auf den 20. Rang im Big Air. Nachdem Plätzen drei und eins im Slopestyle beim Europacup in Landgraaf zu Beginn der Saison 2014/15, kam er im Weltcup dreimal unter die ersten Zehn. Dabei erreichte er mit Platz vier im Slopestyle in Špindlerův Mlýn seine beste Platzierung im Weltcup und mit dem achten Platz im Freestyle-Weltcup sowie den sechsten Rang im Slopestyle-Weltcup seine besten Gesamtergebnisse. Zudem errang er im Europacup zweimal den dritten Platz sowie einmal den zweiten Platz und gewann damit erneut die Slopestyle-Wertung. Beim Saisonhöhepunkt, den Snowboard-Weltmeisterschaften 2015 am Kreischberg, errang er den 36. Platz im Big Air. Bei der folgenden Winter-Universiade 2015 in der Sierra Nevada holte er die Goldmedaille im Slopestyle. In der Halfpipe errang er dort den 15. Platz. In der Saison 2015/16 siegte er im Slopestyle beim Europacup im Jasná und belegte bei den Snowboard-Weltmeisterschaften 2016 in Yabuli jeweils den 31. Platz im Slopestyle und Big Air. In den folgenden Jahren kam er bei den Snowboard-Weltmeisterschaften 2017 in der Sierra Nevada auf den 23. Platz im Big Air sowie auf den 21. Rang im Slopestyle, bei den Olympischen Winterspielen 2018 in Pyeongchang auf den 27. Platz im Slopestyle und bei den Snowboard-Weltmeisterschaften 2019 in Park City auf den 29. Platz im Slopestyle. Seinen 38. und damit letzten Weltcup absolvierte er im November 2018 in Modena, welchen er auf dem 49. Platz im Big Air beendete.

## Teilnahmen an Weltmeisterschaften und Olympischen Winterspielen

### Olympische Winterspiele
- 2018 Pyeongchang: 27. Platz Slopestyle

### Snowboard-Weltmeisterschaften
- 2011 La Molina: 31. Platz Big Air, 36. Platz Slopestyle, 49. Platz Halfpipe
- 2012 Oslo: 56. Platz Slopestyle
- 2013 Stoneham: 20. Platz Big Air, 34. Platz Slopestyle
- 2015 Kreischberg: 36. Platz Big Air
- 2016 Yabuli: 31. Platz Big Air, 31. Platz Slopestyle
- 2017 Sierra Nevada: 21. Platz Slopestyle, 23. Platz Big Air
- 2019 Park City: 29. Platz Slopestyle

## Weltcup-Gesamtplatzierungen
| Saison  | Freestyle | Freestyle | Halfpipe | Halfpipe | Big Air | Big Air |
| Saison  | Punkte    | Platz     | Punkte   | Platz    | Punkte  | Platz   |
| ------- | --------- | --------- | -------- | -------- | ------- | ------- |
| 2011/12 | 425       | 49.       | 20       | 36.      | 405     | 21.     |
| 2012/13 | 211       | 82.       | 111      | 43.      | 100     | 21.     |
| 2013/14 | 269       | 69.       | 89       | 57.      | -       | -       |
| 2014/15 | 1295      | 8.        | 960      | 6.       | 335     | 15.     |
| 2015/16 | 365,7     | 61.       | 95,7     | 57.      | 270     | 23.     |
| 2016/17 | 518       | 73.       | 423,2    | 44.      | 148,5   | 63.     |
| 2017/18 | 476,9     | 70.       | 97,6     | 51.      | 379,3   | 36.     |